# كارثة الحديد
كارثة الحديد (بالإنجليزية: Iron catastrophe).
تعتبر كارثة الحديد أهم حدث جيلوجي حصل في بدايات تاريخ الأرض.ومن المعتقد بأن التراكم الأصلي لمواد الأرض وتحولها إلى كتلة كروية قد تنتج عنها تكوين موحد نسبيا.وحيث تعتبر الحرارة المتبقية من تصادم المواد التي شكلت الأرض مهمة، فإن التسخين الناتج عن المواد المشعة في هذه الكتلة رفع درجة الحرارة بشكل تدريجي حتى وصلت إلى حالة خطيرة وحرجة.وحيث أصبحت المواد ذائبة بشكل كافٍ لتسمح بالحركة فقد توزعت كثافة الحديد والنكل بشكل متساوي في جميع انحاء كتلة الأرض.وبدأت بالتحرك إلى منتصف الكوكب لتشكيل النواة أو اللب (مركز الأرض).ومن المعتقد ان عملية إطلاق طاقة الجاذبية الكامنة من خلال إغراق كريات النيكل والحديد في مواد صلبة أكثر برودة بأنها عملية الانطلاق.
وتشكل الحديد الذئب المغطى برواسب املاح السيليكات بشكل سريع نتيجة زيادة درجة الحرارة في الكوكب الاولي لتتعدى درجة ذوبان معظم المكونات.ويعتبر هذا الحدث عملية مهمة في تمايز الكواكب (اختلاف الكواكب)وقد حصل في حوالي 500مليون عام من تشكيل الكوكب.

## تشكيل الغلاف المغناطيسي للأرض
هذه الكتلة الدوارة الكبيرة من المعادن الساخنة هي المسؤولة عن المغناطيسية والتي تحمي الأرض من الرياح الشمسية والمكونات الأكثر ضررا من الإشعاعات الشمسية القادمة إلينا من الشمس.ويقوم الغلاف المغناطيسي بحماية الغلاف الجوي للأرض ويحمي كذلك الحياة حتى يومنا هذا ويميز الكوكب عن الكواكب المجاورة له مثل المريخ الذي لم يعد له مجال مغناطيسي مهم ولا جو مماثل ممكن مقارنته بجو الأرض.مصطلح الكارثة هنا بالمعنى الرياضي يعني "تغير كبير ومفاجئ أو الأنقطاع "، على النقيض من مصطلح "كارثة"، لأن هذا الحدث كان ضروريا للحياة لتظهر وتتطور على الأرض وبدون حدوثه لكان الغلاف الجوي للأرض مثل الغلاف الجوي للمريخ مجرد من الرياح الشمسية قبل فترة طويلة من الزمن الحالي.وعلى اية حال هناك نظرية أخرى تشير إلى أن كارثة الحديد حدثت مرة واحدة في المريخ، وكان يحميه الغلاف المغناطيسي.ومن خلال هذه النظرية فأن المريخ ببساطة يبرد اسرع من الأرض، وشكل مركز الحديد الديناميكي الخاص به تدريجيا، وبتألي إغلاق مجاله المغناطيسي.ومن خلال اكتشاف وجود علامات المياه السائلة على سطح المريخ يوحي لنا بأنه كان لديه درع مغناطيسي خاص بها لإبقاء المياه في الغلاف الجوي للكوكب يدلا من حملها إلى الفضاء بفعل الرياح الشمسية.

## الروابط الخارجية
- Lecture // Columbia university